# 葉雷米伊夫卡
46°47′47″N 30°22′27″E / 46.79639°N 30.37417°E
葉雷米伊夫卡（羅馬化：Yeremiivka）是位於烏克蘭西南部敖德萨州羅茲迪利納區羅茲迪利納市鎮的村莊。該村始建於1825年，面積2.1平方公里，海拔高度29米，2001年人口575，人口密度每平方公里273.55人。